# Élections locales polonaises de 2024
Les élections locales polonaises de 2024 ont lieu les 7 et 21 avril 2024 en Pologne afin d'élire pour cinq ans les conseils provinciaux, les conseils de comtés et les maires des municipalités du pays.

## Contexte
Les précédentes élections en 2018 voient la victoire en demi teinte du parti Droit et Justice (PiS), au pouvoir au niveau national depuis 2015. Le scrutin marque également l'achèvement d'une transition vers un bipartisme entre le PiS et la Plate-forme civique (PO). Bien qu'arrivée deuxième au niveau national, cette dernière parvient à remporter les trois plus grandes villes du pays, elle est par conséquent aussi considérée comme vainqueur du scrutin. Grand perdant des élections, le Parti paysan polonais (PSL) perd son ancrage local et essuie un important recul. Loin derrière, La Gauche (NL) est au coude-à-coude avec le mouvement antisystème Kukiz'15, et le mouvement Activistes locaux non-partisans, qui remportent un faible nombre d'élus,,.
A la tête de la coalition Droite unie aux Élections parlementaires polonaises de 2023 le PiS se maintient en tête mais subit un recul qui le voit perdre sa majorité à la Diète,. Ces résultats provoquent une alternance au profit d'une alliance de l'opposition entre Plate-forme civique, La Gauche et Troisième voie, qui détiennent ensemble la majorité à la Diète et au Sénat. Après une brève tentative de Morawiecki de se maintenir en formant un nouveau gouvernement dépourvu de majorité parlementaire, l'opposition forme un gouvernement mené par Donald Tusk qui obtient la confiance des députés le 12 décembre 2023, et entre en fonction le lendemain,,.
Initialement prévues pour fin 2023 à l'expiration de leur mandat de cinq ans, le renouvellement des élus locaux est reporté en accord avec la loi électorale afin de ne pas faire coïncider le scrutin avec les élections parlementaires. Les mandats sont par conséquent prolongés jusqu'au 30 avril 2024, avec des élections les 7 et 21 avril,,.